# HD 69830 b
HD 69830 b es un planeta extrasolar con masa similar a Neptuno, que orbita la estrella HD 69830, en la Constelación de Puppis. Es 10 veces más masivo que la Tierra, lo que lo hace el menos masivo del sistema. Mantiene una órbita muy cercana a su estrella, completando una revolución cada 8,7 días. Probablemente sea un gigante gaseoso, aún dada su "pequeña" masa.
Si HD 69830 b es un planeta terrestre, los modelos matemáticos predicen que la fuerza de marea (dada su cercanía a su estrella) produciría un flujo de calor de 55 W/m². Esto es 20 veces el calentamiento por marea de Ío.
Ío es el objeto con más actividad volcánica del Sistema Solar. La tremenda interacción gravitacional de Júpiter genera "mareas de roca sólida", y la consecuente disipación de calor provocada por el roce mantienen el núcleo de hierro del satélite en estado líquido. En HD 69830 b la situación sería todavía más extrema, si se suma la cercanía a su estrella, por lo que se duda que pueda mantener una superficie sólida.